# T’aejo (877–943)
T’aejo (kor. 태조, chiń. 太祖; ur. 877, zm. 943), Wang Kŏn – pierwszy król koreańskiego królestwa Goryeo, panujący w latach 918–943.

### Sytuacja polityczna Korei na początku X wieku

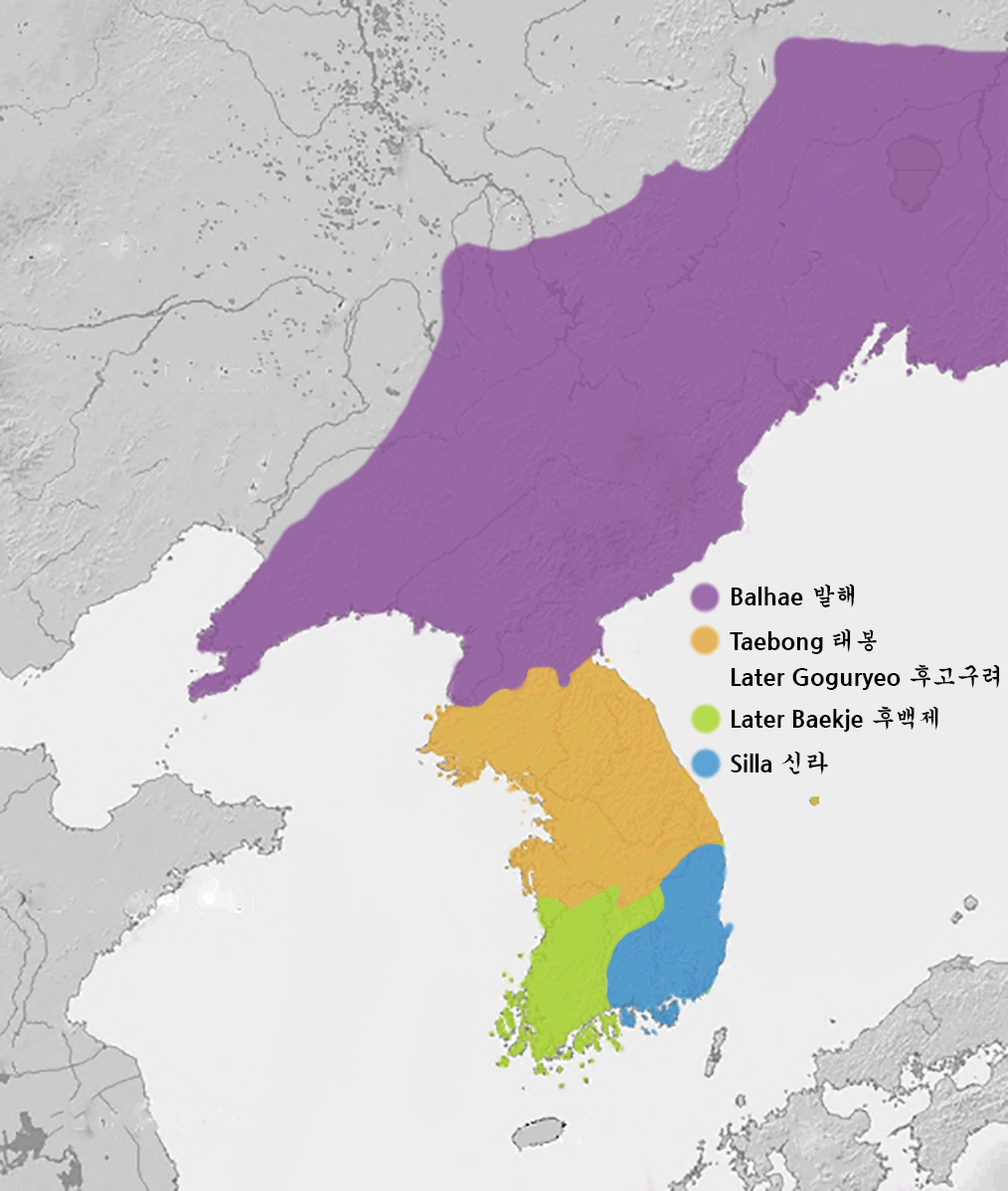
Sytuacja polityczna w Korei około 915 roku

## Życiorys

### Droga do władzy
Wang Kŏn był początkowo wasalem Kung Ye, władcy powstałego w 901 w północno-zachodniej części Półwyspu Koreańskiego państwa Taebong, zwącego się też Późniejszym Goguryeo (w nawiązaniu do potężnego ongiś Goguryeo). Służył w armii Taebong w walkach z Późniejszym Silla i Późniejszym Baekje (Hubaekje), lecz w 918 roku zbuntował się przeciw niekompetentnemu Kung Ye i przejął rządy. Przybrał wówczas miano króla (wang) kraju Goryeo ze stolicą w mieście Kaesŏng.

### Rządy
W 926 pod naporem Kitanów upadło koreańsko-mandżurskie królestwo Balhae. Następca tronu Balhae wraz ze znaczną częścią ludności uciekł wówczas na terytorium Goryeo, gdzie zostali gościnnie przyjęci.
W roku 932 król T’aejo został oficjalnie uznany przez chińską dynastię Tang za jedynego króla Korei. W 934 pokonał armię Hubaekje pod Unju, tym samym stabilizując sytuację w kraju na swoją korzyść. Goryeo stało się wówczas jedynym państwem koreańskim, obejmującym większość ziem Półwyspu Koreańskiego.
T’aejo spędził resztę panowania na umacnianiu nowego ładu – obawiając się ataku Kitanów zlecił budowę umocnień w północnej części kraju, wyznaczył też Pjongjang na drugą (dodatkową) stolicę królestwa. Miał sześć żon z różnych wpływowych rodów. Nawiązał pokojowe stosunki z Chinami. Pozostawił swoim następcą dziesięciopunktową instrukcję jak rządzić królestwem.